# Карпентаријски залив
Карпентаријски залив је велико, плитко море на северу Аустралије. На северу се граничи са Арафурским морем. Северна граница се генерално дефинише као линија Слејд Поинт у Квинсленду, на североистоку, до Кејп Арнхема на западу.
Уз обалу, залив је широк 590 km, и даље ка југу, 675 km. Дужина север-југ прелази 700 km. Укупна површина је 300.000 km². Просечна дубина је између 55 и 66 m и не прелази 82 метра. Износ амплитуде морских доба је у Карпентаријском заливу од два до три метра.
Током последњем леденог доба, пре око 18.000 година, Карпентаријски залив био је сув, јер је глобални ниво Светског мора био за 120 m нижи од садашњег. У то време велико и плитко језеро окупирало је средиште басена. У Заливу се налази област потопљеног коралног гребена која је призната тек 2004. године.

## Историја
Јулуна (познат и као Јаларнга, Јаланга, Вонгања, Гангалида, Џокјула) је језик аустралијских Абориџина. Јулуна језички регион укључује границе локалне управе у Округу Клонкари.
Кајардилд (такође познат као Кајадилт и Гајадилта) је језик Карпентаријског залива. Језички регион Кајардилд обухвата пејзаж унутар граница локалне управе Савета Морнингтон Шира.

## Европска истраживања
Први познати Европљањин који је посетио овај регион је био холандски истраживач Виљем Јансон током 1605. године. Његов земљак Јан Карстенс, током обиласка залива 1623. године, назвао га је у част гувернара Холандске источне Индије - Питера де Карпентера. Абел Тасман је такође истраживао обалу 1644. године. 
Регион је после детаљнијих истраживања мапиран захваљујући Матју Флиндерсу 1802. и 1803. године. Прва велика експедиција до залива је била Брукова и Вилсова експедиција коју је водио Роберт О’Хара Берк и Вилијам Џон Вилс који је напустио град Мелбурн у августу 1860. године и стигао до реке Биноје у Квинсленду, у фебруару 1861. године.

## Географија
Земља око залива је углавном равна и ниска. На западу је Арнемова земља, Топ енд (крајњи север) и острво Грут, највеће острво у заливу. На истоку је полуострво Кејп Јорк и Торесов пролаз који се наставља на Корално море. Подручје на југу познато је под именом Заливска регија.
Клима је топла и влажна са изражена два годишња доба. Сушна сезона траје од априла до новембра и одликује се југоисточним до источним ветровима што је узроковано премештањем поља високог ваздушног притиска ка југу. Влажна сезона траје од децембра до марта. Већина годишњих падавина је концентрисана у овом делу године. Залив је склон тропским циклонима између новембра и априла. 
Дуж највећег дела источне Аустралије пружа се венац Великих разводних планина које доприносе да је приобаље под утицајем велике количине падавина, побрђе умерено влажно, а унутрашњост континента највећим дело семиаридна до аридна. У северозападном делу нема планина те је колчичина падавина много већа, а климатске одлике залива су тропског типа. Карпентаријски залив познат је по метеоролошком феномену „котрљајућих облака“, који се јављају током јутра у септембру и октобру месецу.

## Корални гребен
Карпентаријски залив је познат по томе што се на његовом дну налазе потопљене колоније некадашњих коралних гребена. Истраживања током 2003. и 2005. године утврдила су да је њихова површина била око 300 km2, а да су свој врхунац имали за време касног квартара.

## Велике реке
На крајњем северу реке Ропер, Вокер и Вилтон уливају се у залив. Реке Кокс, Калвет, Лајхарт, Макартур, затим Флиндерс, Норман и Џилберт уливају се у северозападном делу. Код полуострва Кејп Јорк у залив се уливају реке Смитберн, Мичел, Елис (река), Статен, Мишон, венлок и Арчер.

## Индустрија
Велике површине морске траве омогућиле су комерцијалне операције шкампа у овом заливу. Цинк, олово и сребро се копају из Рудника цинка у реци Макартур и извозе преко Залива. Још један рудник цинка, Сенчури цинц, налази се у заливу на квинслендској страни границе. Он своје производе извози преко лучког објекта у Карумби. Сточарска индустрија је такође веома важан део регионалне привреде у Заливу.
Према тадашњем председнику Организације комерцијалних рибара у Заливу Карпентарија, Герију Ворду, број уочених индонежанских пловила који су илегално ловили рибу у водама залива порастао је почетком 2005. године. До 2011. године, број пресретања илегалних рибарских чамаца је значајно опао, а узрок се приписује напорима за спровођење закона и образовним програмима у Индонезији.

### Главни план луке
Карпентаријска железница је 2012. године предложила велику нову луку западно од Карумбе и железничку везу са северозападном провинцијом минерала. Предност луке у Карумби у поређењу са Таунсвилом била је у томе што је била три или четири дана ближе Азији преко бродских рута. Поред тога, у току је проширење луке Бинг Бонг која опслужује Рудник цинка на реци Макартур, који је награђен наградом Земља Северне територије.

## Физиографија
Залив је један од посебних физиографских секција веће (и околне) провинције басена Карпентарија, која је део већег физичког опсега басена Источне Аустралије.